# KAGETORA
KAGETORA（カゲトラ）は、瀬上あきらによる忍者ラブコメディ漫画（恋愛漫画）。『マガジンSPECIAL』2002年No.7から2006年No.10に連載していた。全50話。コミックスは全11巻。
『週刊少年マガジン』で読み切りを掲載後、『マガジンSPECIAL』に2002年のNo7から連載中の作品で、作者の瀬上あきらいわく「お忍びラブコメ」である。また、『マガジンSPECIAL』の2005年No.2、3休載中に『週刊少年マガジン』本誌で本編とは別の内容を掲載。

## 物語の傾向
- 主に1話（たまに3話）完結モノが多い。
- 王道的なラブコメが多く、お色気シーンは数多い（ほとんど由姫1人がこなしている）。
- 忍者を題材にしていることもあり、当然忍法も数多く登場する。
- 6巻の終盤になり、高遠七緒や九条一成が登場するようになると物語もコメディタッチが減り、純愛路線に入るようになった。

## あらすじ
「風雷の里」の忍び・風間影虎は主君である藤堂家の「お役目」を命じられ東京にやってくるが、命じられた任務は護衛ではなく次期当主である藤堂由姫の武術指南だった。さらにその由姫に影虎は恋をしてしまい、大変な日々が始まった。

## 登場人物

### メイン・キャラクター
風間影虎（かざま かげとら）
主人公。「風雷の里」の忍者で「お役目」を命ぜられ主君の藤堂家にやってくる。
藤堂家で出会った次期当主の藤堂由姫に恋をしてしまい、「お役目」である藤堂由姫の武術指南という使命および主君と忍者（仕える者）という立場と恋する気持ちの狭間で揺れ動いている。恋愛に関しては不器用ではあるが、ひたすらに一途に由姫のことを想っており、他の女の子に気を移すようなことはほとんどない。
幼い頃から「お役目」になることを夢見ていて（母との約束でもあった）、それを目標に毎日修行にあけくれていたことから、忍者としての腕前はかなりのものであり、風雷の里の若手の中で一二を争う実力らしい。お化けと幽霊が怖くて英語と外人が苦手だが、風雷の里の中では彼の家は上忍と呼ばれる忍者ではかなりの家柄である。
一人称は「拙者」で、忍者言葉を喋る。しかし、子供の頃の一人称は「俺」で普通の言葉遣いだったため、まれに一人称と言葉遣いが変わることがある。藤堂由姫とは同い年。
好物は大和芋の磯辺揚げと、母・呉葉の作ったおはぎ。忍びとして酒に酔わないよう鍛錬しているため、未成年ながら酒にはかなり強い。
基本的に穏やかな性格だが、由姫に手出しをする者には容赦がなく、同年代の男子に対しては意外と毒舌。女の子に対しては扱いがよくわからないと語ることが多い。それでいてかなりの負けず嫌いな一面もあり、忍びの修行に関しては労を惜しまない。
髪の色は黒髪で、いつも頭のてっぺんがハネている。服装のほとんどが忍び装束か和服で、洋服を着るのは制服（ブレザー）の時ぐらいしかない。また、影虎に限らず風雷の忍びはどんな時でも一瞬で忍び装束に着替えることが可能。本人の自覚はないが、ルックスは良い方なので、周囲の女の子からは人気がありモテている。
お役目で東京に来るまで、ずっと山奥の風雷の里で暮らしていたため、都会では常識的なことをあまり知らなかったが、徐々に都会生活へ順応はしている模様。
藤堂由姫（とうどう ゆき）
ヒロイン。戦国時代から続く女武将一族藤堂家の次期当主。将来は藤堂流古武術の師範になり当主となるはずなのだが、本人は運動音痴。影虎たち、風雷の忍びからは「姫」と呼ばれている。武術指南としてやってきた風間影虎に対して、当初は兄ができたように感じていたが、共に過ごすうちに彼のことが好きになる。しかし、主君と忍者という立場の違いが想いを伝えることを阻んでいる。当初は天然ボケだったが、次第に恋する女の子的な雰囲気が強くなっていく。
頭はかなり良く、運動は苦手だがけっして嫌いではない。影虎と同じく、負けず嫌いなところがあり（母親の藤堂沙耶に似たらしい）、どんなに自分の実力が低くても諦めずに毎日 影虎と積極的に稽古に励んでいる。3年の後半には武術の基礎はできていて、同年代の普通の女子相手なら何とか勝てるほどにまで上達した。彼女自身は藤堂流古武術の次期当主になることを目標としている。
酒を少しでも口にするとなぜかかなり強くなり、忍者である影虎も苦戦するほどになる。現在都立東雲高校三年生。
髪はセミロングよりちょっと短いぐらいで、カラーイラストを見る限り茶色である。身長は当初は149cmだったが、3年後半には153cmに伸びていた。家柄故に、作中では和服類を着ることが非常に多い。

### 東雲高校生
桐谷秋乃（きりたに あきの）
由姫の幼なじみ。剣道部副部長。影虎の次に強い。
小さい頃から由姫の面倒を見ていたため、由姫を非常に大切に思っていて、過保護な一面も見せる。そのため、当初は由姫をめぐって影虎と対立していたが、後半では和解したらしく由姫の側にいることを認めている。
性格は男勝りで、気が強く、ヤンキーっぽい喋り方をする。実際、校内ではヤンキーとして通っているらしく周囲から恐れられているが、作中のほとんどで真面目に登校し授業を受けていたため、それほど素行が悪いわけではない模様。少々乱暴な面も見せるが、根本的には友達や他人のことを考えられる人物。
怖い話を話すのが得意らしく、本人いわく「女稲川淳二」と呼ばれているらしい。
髪の色は黒で、後ろ髪は腰に届くほど長く、前髪は右目を隠していることが多い。
後に、九条一成と交際することになる（後述）。
高遠七緒（たかとお なお）
弓道部部長。影虎に弓道部の試合の助っ人を頼む。
髪型はショートカット。さばさばした付き合いやすい性格で、男女問わず仲良くできるため、周囲から人気があって友達も多い模様。運動神経はよく、男子と対等にバスケットができるほど。弓道にはとても真摯に取り組んでいて、実力もある。弓道に関しては影虎の師匠でもある。
「爪がはがれた」などの痛い話が苦手。影虎いわく「味覚がおかしい」らしい。
異性とは付き合ったことがなく、過去に好きな人はいたらしいが、友人としての関係も壊れて話せなくなるのを恐れて告白はしなかったという。
影虎と弓道部の試合の助っ人として、部活を共にすることになる。当初七緒は「友達のままでもいい」と思っていたが、影虎と一緒に過ごすことで、自分の気持ちに嘘がつけなくなり、意を決して影虎に告白する。しかし、やはり影虎は由姫への想いがあり、断ってしまう。その後影虎と普通に接することができなくなり、告白したことを後悔してしまうが、後に弓道場で影虎と話し合い、最終的に和解。「次に好きな人ができるまで、影虎のこと好きでいてもいいよね」と独り呟いた。この和解する際、影虎は初めて自分が由姫のことが好きだということを人に話した。
冷泉院皐月（れいぜいいん さつき）
2年生次に、影虎に惚れて転校してきたお嬢様。あらゆる方法を使って影虎を捕らえようとする。14話以降は登場していない。
小野秀明（おの ひであき）
影虎の友人。リアクション要員。
一応 剣道部。一応 柔道黒帯（とは言っても、体育の授業では影虎にポイポイ投げられていた）。
ピザの宅配のバイトをしている。
上条紘樹（かみじょう ひろき）
影虎の友人。目が細い。実家は寺。
生駒諒平（いこま りょうへい）
影虎の友人。茶髪。ファッションセンスがよく、影虎の服装をコーディネートしたこともある。
小野、上条、生駒の3人は作中では姓でしか呼ばれたことがなく、下の名前は単行本最終巻が発売されるまで公開されなかった。

### 忍びの里

#### 風間家
風間天鷲（かざま てんしゅう）
影虎の父。「愚息」という言葉を連発するため、影虎をはじめ息子達には苦手がられている。
初登場時は顔のほとんどを忍び装束で覆って隠していたため、どのような顔をしているか判明したのはかなり終盤になってからだった。
非常に厳しく、任務に忠実である。影虎いわく、彼から誉められたことはほとんどないらしい。
本当は息子たちのことを大切に想っているのだが、不器用な性格のため、感情を表に出せない。
先代当主・沙霧とは親密な仲らしい。
風間呉葉（かざま くれは）
今は亡き影虎の母。病弱なため、任務につくことはなかった。影虎が高2のときに「8年前に亡くなった」と語っている。
天鷲と対照的で、穏やかで心優しく、病弱ながらいつも子供達を温かく見守っていた。影虎が「お役目」になれると最初から最後まで信じていてくれた人物。
それでいて芯も強く、「どんな辛い時でも笑顔でいられるような、強い精神（こころ）を持った男（ひと）になりなさい」という教えを影虎たちにしっかりと伝えていた。そのため、影虎は墓前では決して涙を流さず笑顔でいるようにしている。
桜の花が好きで、風間家の毎年春ではなく冬に咲く“風間の桜”が見られるのを喜んでいた。
風間志狼丸（かざま しろうまる）
風間家の長男。影虎からは「志狼兄者」、鷹王からは「兄者」、由姫からは「志狼さん」と呼ばれている。常に影虎をからかいながら特訓させたため、影虎からは苦手がられている。
豪快でおおらかな性格だが、忍びとしての姿勢は父・天鷲に似て厳しく、作中最も影虎に厳しかった人物の一人である。
風間家の嫡男としての自覚も強い。
風間鷹王（かざま たかおう）
風間家の二男。常に怪しい任務に就いている。影虎にはもちろん、志狼丸にも怖れられている。
口上が堅いが、それを言われるのを嫌っていて、言われると激怒して頬をつねる（本編では影虎以外にはつねられた人物はいなかったが）。いつもきついことをサラッと口にする。
一見クールだが、実際は不器用。弟の影虎を大事に想っているが、素直になれない。
風間虎鉄（かざま こてつ）
番外編に登場。享保時代の忍びであり、影虎の祖先。
由那と江戸まで同行。由那からは「昼行灯」「朴念仁」と連呼されている。一人称と言葉遣いは影虎とほぼ同様。

#### その他
朔弥（さくや）
影虎の幼なじみで風雷のくノ一。自称許嫁。
スタイルは良いが、筋肉質。関西弁を喋っている。
忍びの割には気さくな性格で、藤堂家の次期当主である由姫にも友達として接している。風雷の忍びの中では、唯一 由姫のことを「姫」とは呼ばず、「由姫ちゃん」と呼んでいる。
ちょくちょく東京の藤堂家に遊びに来ている。
棗（なつめ）
風間家の遠縁のくノ一。
里に帰ったら影虎と特訓することを約束している。影虎を兄のように慕っている。
竜源爺（りゅうげんじい）
影虎の師匠。結構厳しい。料理は下手。
影虎の忍者言葉は竜源爺の口調がうつったもの。
小助を拾って影虎の使役の獣に薦めた張本人である。
螢（ほたる）
竜源爺の孫娘。影虎の初恋相手。＃24にて結婚。
影虎より五つ年上。
紅雷（くらい）
影虎の友人の少年。
影虎とは子供の頃からの付き合いで、共に修行した仲間。影虎からの信頼は厚いようで、作中、「自分の代わりに由姫を任せてもいいかもしれない」とまで言わせている。
影虎は「風雷の里の若手の中で1・2を争う実力」と言われているが、その影虎と1・2を争う同じくらいの実力を持っているのは紅雷ではないかと推測されている。
雪（せつ）
くノ一。先代当主・藤堂沙霧付きの忍び。
いつも無表情で、もくもくと任務をこなしている。
雪海（せっかい）
風雷の忍びだが、僧籍に身を置いている和尚。
東京の山奥の寺に住んでいる。沙耶同様、かなりアバウトな性格。
榧（かや）
風雷のくノ一。
元は藤堂沙霧付きの忍びだったが、3年後半に突然、由姫のお役目に任命される。

#### 忍びの動物
小助（こすけ）
影虎の忍猿。フリップボードを用いて筆談を行う。そこそこ強い。
小さい頃に熊に襲われたらしく、母猿を亡くして途方に暮れていた所を竜源爺に拾われた。その後、影虎と出逢うことになり、影虎も幼くして母親を亡くしていたことで共感があったようで、影虎の忍猿となった（名付け親は影虎）。
猿なのになぜか料理までできて、格言やキノコの知識なども豊富である。影虎とはツーカーらしく、筆談なしでも会話をしている描写があった。
登場回数は作中、影虎と由姫に次いで多かった。
那智（なち）
志狼丸の忍狼。よく小助を追い掛け回す。藤堂家に連れて行かれたときはしょっちゅう置いてけぼりにされる。
煉（れん）
志狼丸の忍狼見習い。噛み癖がある。
神楽（かぐら）
鷹王の忍鷹（にんよう）。命令に忠実。

### 藤堂家
藤堂沙耶（とうどう さや）
由姫の母であり現在の当主。藤堂流古武術師範で、かなり強い。影虎を「お役目（由姫の武術指南役）」に任命する。
あっさりした人で、外出や居候の許可はすぐにOKする。
藤堂沙霧（とうどう さぎり）
由姫の祖母であり先代当主。沙耶と対照的で厳格な性格の持ち主。
今は亡き夫は風雷の忍びだった。風間天鷲（影虎の父）とは親密な間柄らしい。
藤堂 巴（とうどう ともえ）
由姫の従姉。藤堂流合気柔術道場の師範代。才色兼備。
由姫や影虎より3つ年上で、現在は大学に通いつつ師範代を務めている。由姫からは姉のように慕われていて、「巴お姉ちゃん」と呼ばれている。
影虎が由姫にとって信頼できる人間かどうか試そうと誘惑するが、実は彼女自身も影虎に対してまんざらでもなかった様子。
藤堂武弥（とうどう たけみ）
由姫の父。考古学者でめったに家に帰らない。由姫の運動音痴の原因は武弥にある。
藤堂家の婿養子。
沙耶と違って温和な性格のため尻に敷かれていて、彼女とは家が隣同士の幼なじみだったという。
藤堂由那（とうどう ゆな）
番外編に登場。享保時代の藤堂家の次期当主。刺客も恐れない藤堂流武術の達人で強い。しかし、幽霊や暗い場所が苦手らしい。
虎鉄が好きなのだが、素直になれない。

### その他
キース・ウェイランド
アメリカ人。格闘家。金髪。ルックスは整っていて、由姫いわく、モデルみたいだという。
日本の時代劇映画の影響で侍に強い憧れを持っている。それ故に、日本の中心は京都であると思っているため、京都弁を話す。
格闘家としての実力は高く、トンファー二刀流を武器に使い、影虎ともまともに手合わせができるほどである。
現在は日本中の強者と闘うために日本中を旅している模様。
九条一成（くじょう いっせい）
影虎の強さを見て弟子入りした少年。現在、影虎達と同じく高校3年生。東雲高校ではない。影虎よりも長身でやや目つきが悪い。一見 ヤンキーではあるが、実際は外見だけでも強く見せようとしてヤンキー風の格好をしているだけ。
由姫以上の運動音痴だったが、影虎や桐谷の激励を受けてどんどん強くなっていった。なぜか彼は小助から弟子呼ばわりされている（九条本人は小助に弟子入りをした覚えはなかった）。
当初は由姫に対し尖った態度を取っていたが、由姫の優しさに惚れ、後に好きになり、好きになった娘も守れないような格好悪い想いはもうゴメンだという気持ちから稽古に必死に取り組むようになる。
しかし、九条は由姫が影虎のことを好きだということに気付き、また影虎も由姫のことを想っていることに気付くことになる。その後、由姫に認めてもらうために、桐谷の激励から、影虎よりも強くなりたいと思うようになり、より懸命に稽古に取り組む。しかし、由姫と共に過ごすうちに、由姫の気持ちに気付いていながらも、気持ちを抑えきれなくなり、思わず由姫に告白してしまう。その後、由姫への気持ちに関して煮え切らない影虎の態度に激怒し、殴り合いをする。最終的に、やはり由姫にはふられてしまった。
このことで、影虎は自分の気持ちから逃げるのはやめると決意する。その後は、殴り合いのケンカをした影虎とも和解、正式に弟子として影虎に認められることとなった。後に桐谷と付き合うことになる。
べらぼうちゃん
作中、至る所で出てくるマスコットキャラクター。基本的に「BELLA BOUX LAND」という遊園地のマスコットらしいのだが、遊園地以外の場所にもちょくちょく登場する。また、遊園地だけでなく「ベラボードーム」という施設も作中では存在する。
普通の言葉を喋ることはなく、いつも「ぴこ ぴこ」という、効果音なのか言語なのかよくわからない台詞が周囲に取り巻いている。
作者のアシスタントであるT氏が命名したキャラクターだという。

## 忍びの里について
- 忍びの里は東京都から電車6時間バス1時間の場所（風鳴峠）にある。
- 里の人間は全員忍び。
- 家には全て階級があり、風間家は上忍。
- 忍者言葉を使う者は少なく、本編では竜源爺と影虎しか使っていない。

## 備考
- 本作終了後、同作者が『マガジンSPECIAL』で短期連載した作品『神喰らい 〜カミグライ〜』の単行本でカバーを外すと、わずかながらKAGETORAの書き下ろし短編漫画が掲載されている。

## コミックス
1. ISBN 978-4-06-363210-1　2003年2月17日初版発行 #1 - #5（マガジンSPECIAL2002年No.7 - No.11）
2. ISBN 978-4-06-363257-6　2003年6月17日初版発行 #6 - #10（マガジンSPECIAL2002年No.11 - 2003年No.3）
3. ISBN 978-4-06-363312-2　2003年11月17日初版発行 #11 - #15（マガジンSPECIAL2003年No.4 - No.8）
4. ISBN 978-4-06-363365-8　2004年4月16日初版発行 #16 - #20（マガジンSPECIAL2003年No.9 - 2004年No.1）
5. ISBN 978-4-06-363417-4　2004年8月17日初版発行 #21 - #25（マガジンSPECIAL2004年No.2 - No.6）
6. ISBN 978-4-06-363466-2　2005年1月17日初版発行 #26 - #30（マガジンSPECIAL2004年No.7 - No.11）
7. ISBN 978-4-06-363542-3　2005年6月17日初版発行 #31 - #34 + 番外編 KAGETORAお江戸版（マガジンSPECIAL2004年No.11 - 2005年No.5）：No.2 - No.3休載
8. ISBN 978-4-06-363574-4　2005年9月16日初版発行 #35 - #37 + 其ノ壱 - 其ノ四（マガジンSPECIAL2005年No.6 - No.8/週刊少年マガジン2005年第8号 - 第11号）
9. ISBN 978-4-06-363630-7　2006年2月16日初版発行 #38 - #42（マガジンSPECIAL2005年No.9 - 2006年No.1）
10. ISBN 978-4-06-363708-3　2006年8月17日初版発行 #43 - #47 + #0.5 出会い（マガジンSPECIAL2006年No.2 - No.7）：No.3休載
11. ISBN 978-4-06-363735-9　2006年10月17日初版発行 #48 - #50 + #0 プレ版KAGETORA（マガジンSPECIAL2006年No.8 - No.10　プレ版：マガジンSPECIAL2001年No.12)